# Шуховцов, Григорий Сергеевич
Григо́рий Сергее́вич Шуховцо́в (род. 10 июня 1983, Чиназ, Узбекская ССР, СССР) — российский профессиональный баскетболист, играющий на позиции центрового.

## Карьера
Свою карьеру Шуховцов начинал в молодёжном составе московского «Динамо». В первом сезоне его результативность составила в среднем 5 очков и 5,8 подборов. Следующий год выдался более результативным — 9,1 очков и 7,3 подбора за игру. Также на счету Шуховцова 48 блок-шотов в 50 матчах.
В сезоне 2006/2007 Григорий дебютировал в основной команде «Динамо», но сыграл лишь в 6 матчах, набирая в среднем 1,7 очка и 2 подбора. Большую часть сезона он провёл в «Динамо-2», завершив молодёжный чемпионат с точностью броска 56,8%.
В январе 2008 года Шуховцов был отдан в аренду из «Динамо» в литовский «Нептунас», где за 9 игр в среднем набирал 7,9 очка и 7,6 подбора.
Первый полноценный сезон в литовском чемпионате выпал на сезон 2008/2009. Шуховцов переезжает в «Сакалай», за который проводит 22 игры регулярного первенства. Средняя результативность составила 9,7 очков, 7,6 подборов и 1 блок-шот.
В 2009 году Григорий возвращается в Россию, и после первого же сезона в «Локомотиве-Кубань» получает приглашение в национальную команду страны.
В следующем сезоне, Шуховцов в два раза чаще выходил на площадку, приняв участие в 36 матчах. Средняя результативность снизилась до 4,5 очков за игру, однако, процент попаданий не опускался ниже 50 (54,1 в сезоне 2011/2012).
В сентябре 2012 года Шуховцов получил надрыв передней крестообразной связки колена. Он травмировал ногу, неудачно столкнувшись с одним из игроков «Нептунаса» в ходе матча на Кубок Гарастаса. Несмотря на небольшое количество игрового времени, Григорий помог «Локомотиву-Кубань» одержать победу в Еврокубке, приняв участие в 9 матчах со средней результативностью 4,1 очка.
Сезон 2013/2014 Шуховцов провёл в ЦСКА, с которым стал чемпионом Единой лиги ВТБ и отметился матчем в Кубке России за молодёжную команду. В составе армейцев Григорий принял участие в 16 официальных матчах (1 – в стартовой пятёрке), суммарно провёл на площадке 66,5 минуты, за которые набрал 21 очко, сделал 16 подборов, 2 передачи, 3 перехвата и 3 блок-шота.
В феврале 2016 года Шуховцов вернулся в «Локомотив-Кубань», подписав контракт до конца сезона 2015/2016.
В июне 2016 года продлил контракт с краснодарским клубом на 1 год.
В июле 2017 Шуховцов перешёл в УНИКС. В составе казанской команды принял участие в 13 матчах Единой лиги ВТБ, набирая 1,9 очка и 1,8 подбора за 6 минут на площадке.
В октябре 2018 года продолжил карьеру в «Парме».

## Достижения
- Обладатель Еврокубка: 2012/2013
- Серебряный призёр Кубка вызова ФИБА: 2010/2011
- Чемпион Единой лиги ВТБ: 2013/2014
- Серебряный призёр Единой лиги ВТБ: 2012/2013
- Чемпион России: 2013/2014
- Бронзовый призёр чемпионата России: 2011/2012
- Обладатель Кубка России: 2018/2019
- Серебряный призёр Кубка России: 2020/2021